# 罗杰·马丁内斯
罗杰·贝克尔·马丁内斯·托温松（西班牙語：Roger Beyker Martínez Tobinson，發音：[ˈroʝeɾ maɾˈtines]；1994年6月23日—），是一名哥伦比亚职业足球运动员，司职前锋，目前效力与墨超球队CF阿美利加，同时也代表哥伦比亚国家足球队参加比赛。